# Geert Van Bondt
Geert Van Bondt (Ninove, 18 de novembre de 1970) és un ciclista belga, ja retirat, que fou professional entre el 1994 i el 2004.
Durant aquests anys va córrer en els equips TVM-Farm Frites, Mercury-Viatel i CSC. El seu èxit esportiu més destacat fou la Gand-Wevelgem de 2000. També destaquen la segona posició al campionat belga en ruta de 1996 i l'E3 Prijs Vlaanderen del 2000.
Des del 2012 ha ocupat càrrecs de director esportiu en equips professionals.

## Palmarès
- 1993
  - Vencedor d'una etapa de la Volta a Bèlgica amateur
- 1995
  - 1r a Erembodegem-Terjoden
- 1996
  - 1r al Gran Premi Stad Sint-Niklaas
- 1997
  - 1r a Beveren-Waas
  - Vencedor d'una etapa del Circuit Franco-belga
- 1998
  - 1r a la Gullegem Koerse
- 2000
  - 1r a la Gant-Wevelgem
  - Vencedor d'una etapa de la Volta a Dinamarca
- 2002
  - Vencedor d'una etapa de la Rheinland-Pfalz Rundfahrt

### Resultats al Tour de França
- 2000. 118è de la classificació general

### Resultats a la Volta a Espanya
- 1999. 83è de la classificació general

### Resultats al Giro d'Itàlia
- 1998. Abandona